# Limnonectes woodworthi
Espèce
Synonymes
- Rana woodworthi Taylor, 1923

Statut de conservation UICN

 LC  : Préoccupation mineure
Limnonectes woodworthi est une espèce d'amphibiens de la famille des Dicroglossidae.

## Répartition
Cette espèce est endémique du nord des Philippines. Elle se rencontre à Luçon, à Polillo, à Palaui et à Catanduanes.

## Description
L'holotype mesure 69 mm.

## Étymologie
Cette espèce est nommée en l'honneur de Harold Evans Woodworth.

## Publication originale
- Taylor, 1923 : Additions to the herpetological fauna of the Philippine Islands, III. Philippine Journal of Science, vol. 22, p. 515-557 (texte intégral).